# Street Racer (film)
Street Racer è un film statunitense del 2008 diretto da Teo Konuralp. È un B movie prodotto da The Asylum, società specializzata nelle produzioni di film a basso costo per il circuito direct-to-video.

## Trama
Johnny Wayne è un ex-corridore automobilistico che sta scontando una condanna in carcere dopo aver ferito gravemente un ragazzo durante una gara clandestina su strada a Los Angeles. Wayne, essendo stato traumatizzato dagli eventi, ha giurato di non correre mai più e viene presto rilasciato.
Mentre Wayne tenta di ripristinare la sua vita diventando un onesto membro operoso della società, viene attratto nuovamente verso il mondo delle corse clandestine dai suoi ex soci.

## Produzione
Il film fu prodotto da The Asylum e girato a Lancaster e Los Angeles, in California, dal 1º marzo 2008 al 12 marzo 2008 con un budget stimato in un milione di dollari. Le musiche sono firmate da Guillermo J. Silberstein. Il film può essere considerato un mockbuster di The Fast and the Furious: Tokyo Drift uscito nel 2006 mentre il titolo è molto simile a quello di Speed Racer, film dei fratelli Wachowski del 2008. Nello stesso anno The Asylum produsse un altro film sul mondo delle corse automobilistiche, Death Racers, ambientato nel 2030. Speed Demon, incentrato sullo stesso tema e prodotto sempre da The Asylum, è invece del 2003.

## Distribuzione
Il film è stato distribuito solo per l'home video. Alcune delle uscite internazionali sono state:
- 27 maggio 2008 negli Stati Uniti (Street Racer)
- 22 ottobre 2008 in Croazia (Ulicni trkac)
- 5 dicembre 2008 in Giappone
- 2009 in Portogallo (Street Racer - Velocidade Marginal)
- in Francia (Street Racer - Poursuite infernale)

## Promozione
La tagline è: "At 130 MPH, you're never more ALIVE... or closer to DEAD!".